# Cílix grec de peu baix
El cílix grec de peu baix és una obra que es conserva a la Biblioteca Museu Víctor Balaguer de Vilanova i la Geltrú amb el número de registre 3.220. És una copa grega àtica amb dues nanses planes, de ceràmica de vernís negre dels segles V-IV aC. Va ser trobat al jaciment íber de Darró (Vilanova i la Geltrú), tipològicament és un Lamboglia 42A / Morel 4271 (Núm. inventari 3220 B.M.V.B).
Aquest tipus apareix molt sovint en els poblats ibèrics entre l'any 450 aC i el 350 aC. S'identifica culturalment amb el moment àlgid del desenvolupament de la cultura ibèrica, que correspon al període de més força del comerç grec a la península Ibèrica.
Dins d'aquesta tipologia de cílix de peu baix, es poden diferenciar dos grups : I. El conegut com de classe «Delicada»,
amb cos de poc fondo, llavis extern recta, motllura interna, decorats amb figures roges. Finals del segle V aC. i el II. Similar a l'anterior, però amb el 
llavis exterior còncau i sense decoració interna. Només sol presentar un, o dos cercles concèntrics en vernís blanc. Principis del segle iv aC.
És similar als trobats a Hoya de Santa Ana (Albacete), Alorda Park (Calafell) i al tipus Sparkes 471 de l'Àgora d'Atenes.

## Descripció
Té la superfície llisa i un llavi còncau acabat en una motllura interior. El peu és curt i es presenta en dos esglaons. Aquesta copa està restaurada, i només se'n conserven originals la base i una quarta part del cos. És tota enversissada de color negre, llevat de la part interior de les nanses, la superfície de repòs i el cercle central sota el peu. Al centre de la base hi ha un punt negre rodejat d'un petit cercle del mateix color.

### Objecte de luxe
El cílix, o calze, és una de les peces més representatives de la vaixella grega de luxe. El tipus més refinats anaven decorats amb pintura roja i presentaven escenes mitològiques o de la vida quotidiana. S'emprava per a beure vi, que abans havia estat barrejat amb aigua, mel i altres substàncies dins d'un recipient més gran (kratera) i abocat en una gerra (oinochoe) amb el qual s'omplien les copes (kylikes). Entre els íbers, la seva possessió era considerada un element de prestigi i no era estrany que formés part de l'aixovar funerari del seu propietari.

## Jaciment de Darró
Aquest cílix fou trobat al poblat ibèric de Darró per Joan Bellmunt i Poblet el 1965, juntament amb una de les sepultures aparegudes entre les runes que el mar erosionava a la platja de Ribes Roges. Sepultura que es va numera com la no. 5 i que
era un senzill clot amb una inhumació en mal estat i sense objectes a l'interior. Era dins el nivell ibèric, en el que es va trobar el cílix en estudi.
Constitueix una de les peces més antigues trobades fins ara en aquest jaciment.